# Arroyofresno
Arroyofresno è una stazione della linea 7 della metropolitana di Madrid.
Si trova sotto alla Avenida Arroyo del Monte, nel distretto di Fuencarral-El Pardo.

## Storia
La stazione è stata completata nel 1999, ma a causa della scarsa edificazione nella zona la stazione rimase chiusa. È stata inaugurata il 23 marzo 2019 dopo 20 anni come una stazione fantasma. Si trova a metà strada tra le stazioni di Lacoma e Pitis.